# Silvio Sganzini
Silvio Sganzini (* 25. Dezember 1898 in Faido; † 30. Oktober 1972 in Lugano) war ein Schweizer Sprachwissenschaftler und Kulturhistoriker.

## Leben
Silvio Sganzini war der Sohn von Giovanni Giuseppe Sganzini und dessen Ehefrau Caterina Clementina.
Er besuchte die kantonale Oberschule in Lugano und studierte Sprachwissenschaft an der Universität Rom und an der Universität Florenz. Thema seiner Lizentiatsarbeit, die er in Florenz bei Ernesto Giacomo Parodi verfasste, war die Phonetik der Dialekte in der Leventina.
Clemente Merlo, der seit 1920 das Vocabolario dei dialetti della Svizzera italiana leitete, holte Sganzini in dessen Redaktion. Als die Materialien des Wörterbuchs 1936 von Pisa, wo Clemente Merlo unterrichtete, in die Schweiz überführt wurden, übernahm Sganzini dessen Leitung.
An verschiedenen Schulen des Tessins unterrichtete er Italienisch und Geschichte. Er war unter anderem Direktor der städtischen Schulen von Bellinzona und von 1943 bis 1963 Rektor des kantonalen Gymnasiums in Lugano.
Silvio Sganzini war seit 1927 mit Aurora, geborener Pedrini, verheiratet. Ihre Tochter war Clementina Sganzini.

## Schriftstellerisches Wirken
Von 1924 bis 1930 war Silvio Sganzini Librettist für das Kamelienfest in Locarno und für das Vita Nostra in Bellinzona.
Seine Beiträge zur Dialektologie sammelte er in seiner Schrift Scritti dialettologici, dazu verfasste er weitere Beiträge zur Lexikografie sowie zur Kulturgeschichte der italienischen Schweiz und der Lombardei.

## Schriften (Auswahl)
- (mit René Morax und Leo Kok): Il trionfo della Camelia: pastorale sinfonica in 3 momenti. Carminati, Locarno 1924.
- Fonetica dei dialetti della Val Leventina. Simoncini, Pisa 1925.
- (mit Gabriele Petruzzelli): Calendimaggio: pastorale sinfonica in 2 momenti. Simoncini, Locarno 1925.
- Osservazioni sul vocalismo dei dialetti della valle di Blenio (Canton Ticino). Simoncini, Pisa 1928.
- Vita nostra – spettacolo della festa del tiro federale, Bellinzona, 12–18 luglio 1929. Leins & Vescovi, Bellinzona 1929.
- Carlo Porta e la crisi della società milanese sui primordi dell’ 800. Leins & Vescovi, Bellinzona 1929.
- Le denominazioni del ginepro e del mirtillo nella Svizzera Italiana. In: Italia dialettale: rivista di dialettologia italiana, 1933.
- Le isole di u da U nella Svizzera italiana. Simoncini, Pisa 1933.
- Di alcune forme verbali nella parlata di Mesocco. Simoncini, Pisa 1934.
- (mit Pino Bernasconi): La Rivoluzione liberale ticinese del 1890. Tipografia Editrice Lugano 1942.
- (mit Giuseppe Lepori und Francesco Chiesa): Commiato da Francesco Chiesa. Grassi, Lugano/Bellinzona 1943.
- Degli esiti e della qualità di „r“ in alcuni dialetti lombardi. Droz, Genève 1943.
- (mit Torquato Tasso): La Gerusalemme liberata. Grassi, Bellinzona 1945.
- La voce „Alp“ e i suoi derivati nei dialetti della Svizzera italiana. Tipografia la Commerciale, Lugano 1957.
- (mit Renato Regli und Adriano Soldini): E quel’aqua in Lumbardia: Antologia poetica dialettale ticinese. Cantonetto, Lugano 1957.
- Scritti dialettologici. 1993.
- zahlreiche Wortartikel im Vocabolario dei dialetti della Svizzera italiana.